# Straatprostitutie in Amsterdam
Dit artikel gaat over straatprostitutie in de Nederlandse stad Amsterdam.

## Zeventiende eeuw
Al van oudsher kent Amsterdam, zoals iedere grotere stad, straatprostitutie. Deze vorm van prostitutie komt bij de Amsterdamse geschiedschrijvers echter minder aan bod dan de, meer gereguleerde, bordeelprostitutie. "In de zeventiende eeuw werden de zogenaamde 'wijnhuizen' – een soort zeventiende-eeuwse kroeg – nabij het IJ bezocht door straatprostituees", schrijft politieman en geschiedschrijver Slobbe in 1937.

## Negentiende eeuw
In de negentiende eeuw vond straatprostitutie vooral plaats in de omgeving van de Zeedijk en ‘de Walletjes’. Kennelijk kwam het rond 1880-1890 voor, dat prostituees aan of voor de deuren van bordelen, bierhuizen en dergelijke, klanten lokten, zelfs tot op de hoeken van de straat. In 1889 voerde Amsterdam een zogenaamd tippel- en vigeleerverbod in: (APV art. 162x) "Het is aan vrouwen verboden: 
1º op stoepen of in de deuren van bordeelen, rendez-vous-huizen, tapperijen, bierhuizen, of andere voor het publiek toegankelijke huizen, waar men gelagen zet, post te vatten, of, zich binnen die inrichtingen bevindende, door eenigerlei handeling of vertooning de aandacht der voorbijgangers tot zich te trekken;
2º op den openbaren weg vóór of in de nabijheid der onder 1º genoemde inrichtingen, of op de hoeken van straten, of stegen, waarin dergelijke inrichtingen zijn gevestigd, stil te staan, of zich aldaar heen en weer te bewegen, nadat haar door een ambtenaar der politie gelast is, zich te verwijderen."

## 1900-1950
Na het Amsterdamse bordeelverbod van 1902 nam tippelprostitutie op straten en in plantsoenen toe. Na het landelijke bordeelverbod van 1911 gaf het gemeentebestuur de politie de opdracht, alle hinderlijk zich op de openbare weg heen en weer bewegende vrouwen te verbaliseren. Het gevolg was dat tippelaarsters uit de binnenstad uitweken naar de nieuwe wijk ‘de Pijp’.
In de jaren twintig werd tippelen in twee gebieden oogluikend getolereerd: de steegjes tussen Kalverstraat en Rokin, en ’s avonds het Rembrandts- en Thorbeckeplein.
In 1935 telde Amsterdam zo’n 500 straatprostituees. Dat jaar werd het tippelverbod (zie 1889) algemener geformuleerd, en losgekoppeld van de nabijheid van bordelen of kroegen: (APV art. 259) “Het is verboden:
a. op door Burgemeester en Wethouders bij openbare kennisgeving aangewezen openbare wegen, gedurende de uren in die kennisgeving genoemd, zich heen en weer te bewegen, of zich eenigen tijd achtereen, ter beoordeling van de politie, op dezelfde plaats op te houden, nadat men van een ambtenaar der politie in het belang der openbare zedelijkheid den last heeft ontvangen, zich te verwijderen;
b. zich binnenshuis (hieronder begrepen in de huisdeur) bevindende, op eenigerlei wijze de aandacht der voorbijgangers tot zich te trekken, nadat men van een ambtenaar der politie in het belang der openbare zedelijkheid den last heeft ontvangen, dit na te laten.”
In 1935 waren er 1176 processen-verbaal wegens tippelen. Deze intensieve controle viel voor de politie niet vol te houden, en men keerde terug tot minder strenge controles.

## 1950-1970
Rond de jaren vijftig en zestig waren de Amsterdamse tippelroutes de Leidsestraat, Weteringschans en Frederiksplein.
In de vernieuwde APV, aangenomen in 1955, werd het artikel tegen de tippel- en raamprostitutie hernummerd tot 223, en verscherpt: voorafgaande waarschuwing door een politieagent van een straatprostituee was niet meer nodig, het was nu verboden zich ergens in de openbare ruimte “te bevinden met het kennelijke doel om tot het plegen van ontucht uit te lokken”.
In december 1959 voerden zeden- en straatpolitie op de Wallen een grote actie uit tegen bordeel- en raam- maar ook tippelprostitutie. Bordeelhouders en oneerbaar geklede en opdringerige prostituees werden geverbaliseerd, zonder vooraf te zijn aangemaand.

## 1970-1990
In de jaren zeventig en zeker nog in 1985 lijkt straatprostitutie zich vooral te hebben afgespeeld in de Utrechtsebuurt rond de Utrechtsestraat. De gemeente schatte in 1985 dat Amsterdam circa 1000 straatprostituees telde. Een groot deel van deze prostituees was verslaafd aan heroïne of andere middelen: volgens toenmalig gemeenteraadslid Bob van Schijndel circa 50%, volgens de gemeente circa 80% 
Bewoners klaagden over overlast, met name over hinder van de handel in de verdovende middelen, van het autoverkeer vanwege de prostitutie, lawaai en condooms en spuiten op straat, urine in portieken, agressief gedrag van prostituees en souteneurs, angst voor prostituanten.
Het optreden van de gemeente hierbij bestond uit: aanhouden van prostituees op grond van het tippelverbod (verhoor op politiebureau, oproep voor terechtzitting meegeven, en weer op vrije voeten stellen), en inrijverboden (die slecht werden gehandhaafd). Raadslid Van Schijndel stelde in 1983 als wenselijker beleid voor: "prostitutie integreren in de samenleving"; tippelprostitutie in intensieve horecagebieden tolereren, of anders een alternatief werkterrein voor straatprostitutie aanwijzen waar de prostituees veilig en hygiënisch kunnen werken.
De gemeente stelde in 1985 weliswaar, dat gemeentelijk beleid mede gericht moet zijn op aanvaarding van prostitutie, en op integratie van prostitutie in de samenleving, maar deed ten aanzien van straatprostitutie geen andere voorstellen dan deze te blijven weren uit de Utrechtsebuurt.

## Tippelzone Theemsweg (1996-2003)
In 1985 verplaatste het gemeentebestuur van Amsterdam onder leiding van burgemeester Van Thijn de straatprostitutie van de Utrechtsestraatbuurt naar de De Ruijterkade bij het Centraal Station en de Piet Heinkade in het Oostelijk Havengebied, door dit gebied als proef tot gedoogzone te bestemmen.
In de jaren negentig was overlast achter het Centraal Station onder andere de reden voor het instellen van een officiële tippelzone aan de Theemsweg in het Westelijk Havengebied, die in 1996 werd geopend. Naast verminderen van overlast waren andere, door de politiek geformuleerde, doelstellingen: concentreren van de straatprostitutie; verhogen van de veiligheid van de prostituees; verbeteren van hun economische onderhandelingspositie. Op de tippelzone was een 'huiskamer' ingericht, waar onder andere medische hulp werd geboden aan de prostituees.
Vanaf het begin bleven vooral de verslaafde prostituees – voor wie de zone vermoedelijk vooral bedoeld was – weg van de zone, want de locatie was voor hen moeilijk bereikbaar en onaantrekkelijk.

### Toestroom van illegalen
Na oktober 2000, toen het landelijke bordeelverbod werd opgeheven, nam in Nederland het aantal illegale Oost-Europese straatprostituees toe. Ook op de Amsterdamse tippelzone waren zij aanwezig, vaak vergezeld door niet-prostituees. Op zeker moment bepaalde een grote groep illegale Bulgaarse en Roemeense vrouwen het beeld van de Theemsweg.
Het precieze verloop van de gebeurtenissen daarna is niet duidelijk. Er zijn berichten dat "geweldsincidenten", en "overlast" rond de tippelzone toenamen, en dat er "aanwijzingen waren van gedwongen prostitutie". Andere bronnen spreken bovendien van enige wapenhandel en enige drugshandel op de tippelzone.

### Sluiting
Eén bron zegt: de politie stuurde de illegale prostituees weg en zette politieagenten op wacht, daarna bleven de klanten weg, daarna bleven de overige prostituees weg, daarna sloot de gemeente de zone. De gemeente Amsterdam zegt: "maatregelen tegen illegale minderjarige en onvrijwillige prostitutie hadden niet het gewenste effect", "georganiseerde criminaliteit was te zeer aanwezig", "de overlast was te groot". Zeker is in elk geval dat de gemeente besloot de zone per 15 december 2003 te sluiten. Er werkten toen nog zo'n vijftien Nederlandse niet-verslaafde vrouwen.
Sinds sluiting van de tippelzone vindt rond het Centraal Station weer, of nog steeds, tippelprostitutie plaats van een groep verslaafde vrouwen.